# Município de Portage (condado de Ottawa, Ohio)
O município de Portage (em inglês: Portage Township) é um município localizado no condado de Ottawa no estado estadounidense de Ohio. No ano de 2010 tinha uma população de 1.291 habitantes e uma densidade populacional de 10,87 pessoas por km².

## Geografia
O município de Portage encontra-se localizado nas coordenadas 41° 31′ 05″ N, 82° 54′ 08″ O. Segundo o Departamento do Censo dos Estados Unidos, o município tem uma superfície total de 118.8 km², da qual 23,27 km² correspondem a terra firme e (80,41 %) 95,53 km² é água.

## Demografia
Segundo o censo de 2010, tinha 1.291 habitantes residindo no município de Portage. A densidade populacional era de 10,87 hab./km². Dos 1.291 habitantes, o município de Portage estava composto pelo 95,35 % brancos, o 1,32 % eram afroamericanos, o 0,85 % eram asiáticos, o 1,08 % eram de outras raças e o 1,39 % eram de uma mistura de raças. Do total da população o 7,28 % eram hispanos ou latinos de qualquer raça.